# Michał Lemaniak
Michał Lemaniak (ur. 15 lutego 1997 w Płocku) – polski piłkarz ręczny, prawoskrzydłowy, od 2016 zawodnik Gwardii Opole.

## Kariera sportowa
Wychowanek Wisły Płock, z którą w 2015 zdobył mistrzostwo Polski juniorów. Występował w drugim zespole płockiego klubu, w tym w I lidze w sezonie 2015/2016.
W 2016 został wypożyczony na trzy lata do Gwardii Opole (Wisła zachowała prawo do wcześniejszego zakończenia wypożyczenia). W Superlidze zadebiutował 9 września 2016 w spotkaniu z Chrobrym Głogów (28:23), w którym zdobył siedem goli. W październiku 2016 otrzymał nagrodę dla najlepszego zawodnika miesiąca w Superlidze. W sezonie 2016/2017, w którym rozegrał 31 meczów i rzucił 125 bramek, otrzymał nominację do nagrody dla odkrycia Superligi.
W sezonie 2017/2018 rozegrał w Superlidze 36 meczów i zdobył 71 goli. Ponadto wystąpił w czterech spotkaniach Pucharu EHF, w których rzucił siedem bramek. W sezonie 2018/2019 rozegrał w lidze 30 meczów i zdobył 53 gole, a ponadto wystąpił w dwóch spotkaniach Pucharu EHF, w których rzucił pięć bramek. W 2019, gdy jego wypożyczenie z Wisły Płock do Gwardii Opole dobiegło końca, pozostał w opolskim zespole.
W 2016 uczestniczył w mistrzostwach Europy U-20 w Danii, podczas których rozegrał siedem meczów i rzucił trzy bramki. W styczniu 2017 wziął udział w turnieju eliminacyjnym do mistrzostw świata U-21, w którym wystąpił w trzech spotkaniach i zdobył sześć goli. W 2017 zadebiutował w reprezentacji Polski B.
W 2018 uczestniczył w akademickich mistrzostwach świata w Chorwacji (8. miejsce).

## Osiągnięcia
Indywidualne
- Gracz Miesiąca Superligi: październik 2016 (Gwardia Opole)[4]
- Nominacja do nagrody dla odkrycia sezonu Superligi: 2016/2017 (Gwardia Opole)[6]

## Statystyki
| Wisła II Płock                  | 2014/2015 | II liga   | 16 | 67  | 4,2 |
| Wisła II Płock                  | 2015/2016 | I liga    | 25 | 94  | 3,8 |
| Wisła II Płock                  | Razem     | Razem     | 41 | 161 | 3,9 |
| Gwardia Opole                   | 2016/2017 | Superliga | 31 | 125 | 4   |
| Gwardia Opole                   | 2017/2018 | Superliga | 36 | 71  | 2   |
| Gwardia Opole                   | 2018/2019 | Superliga | 30 | 53  | 1,8 |
| Gwardia Opole                   | Razem     | Razem     | 97 | 249 | 2,6 |
| Stan na koniec sezonu 2018/2019 |           |           |    |     |     |